# Río Sabalo (Emberá-Wounaan)
Río Sabalo es un corregimiento de la comarca indígena panameña de Emberá-Wounaan. Tiene una población de 1.800 habitantes (2010).